# Pieve dei Santi Vito e Modesto a Corsignano
La pieve dei Santi Vito e Modesto a Corsignano (nota più semplicemente come pieve di Corsignano) è un luogo di culto cattolico che si trova nell'omonima località nei pressi di Pienza, in provincia di Siena e diocesi di Montepulciano-Chiusi-Pienza.

## Descrizione dell'edificio
La pieve è una costruzione romanica per lo più risalente al XII secolo, con tre navate spartite da pilastri quadrangolari. Le arcate della parte destra appaiono di una fase più tarda. La parte terminale è oggi priva delle absidi. Più antica è la torre campanaria cilindrica, di influsso ravennate, riferibile all'XI secolo.
La facciata presenta un portale leggermente risaltato, nella cui strombatura sono due colonnette sulle quali si incontra un arco decorato a zig-zag, che ne contiene un altro con motivi vegetali. Sopra il portale si apre una bifora con una figura muliebre a sostegno del capitello a gruccia. Un altro portale sul lato destro appare di più semplice fattura ma riccamente decorato; nel suo architrave sono raffigurati il Viaggio dei Magi e la Natività. Sotto la navata destra si conserva una piccola cripta absidata. Nel semplice fonte battesimale furono battezzati i futuri pontefici Pio II e Pio III.
L'aspetto rustico, soprattutto all'interno, è comunque frutto di un restauro del 1925.
Dal 2018 al 2020 la pieve ha ospitato l'organo a canne Pinchi opus 337, costruito nel 1979; a trasmissione integralmente meccanica, dispone di 9 registri su unico manuale.

## Galleria d'immagini

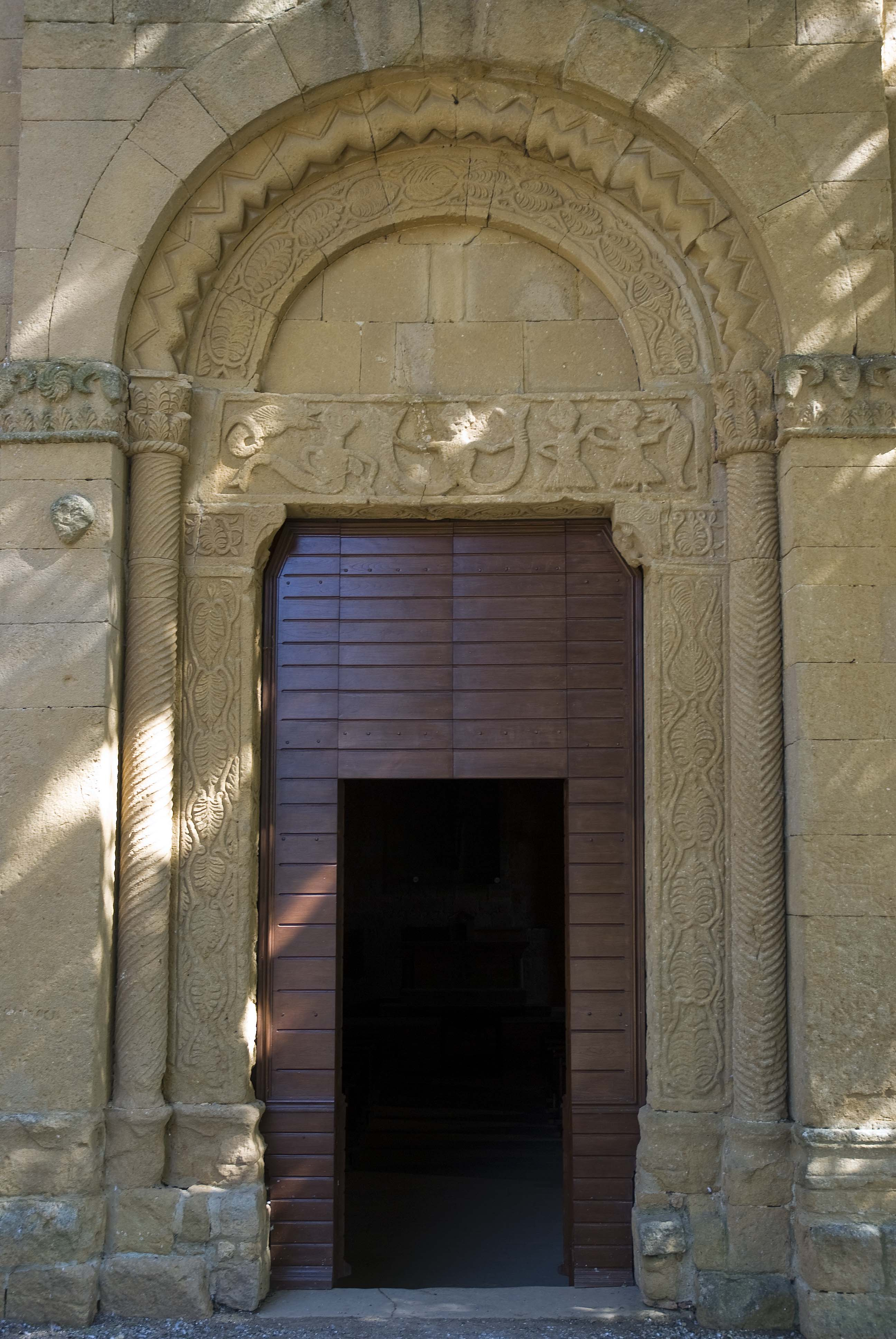
Portale d'ingresso
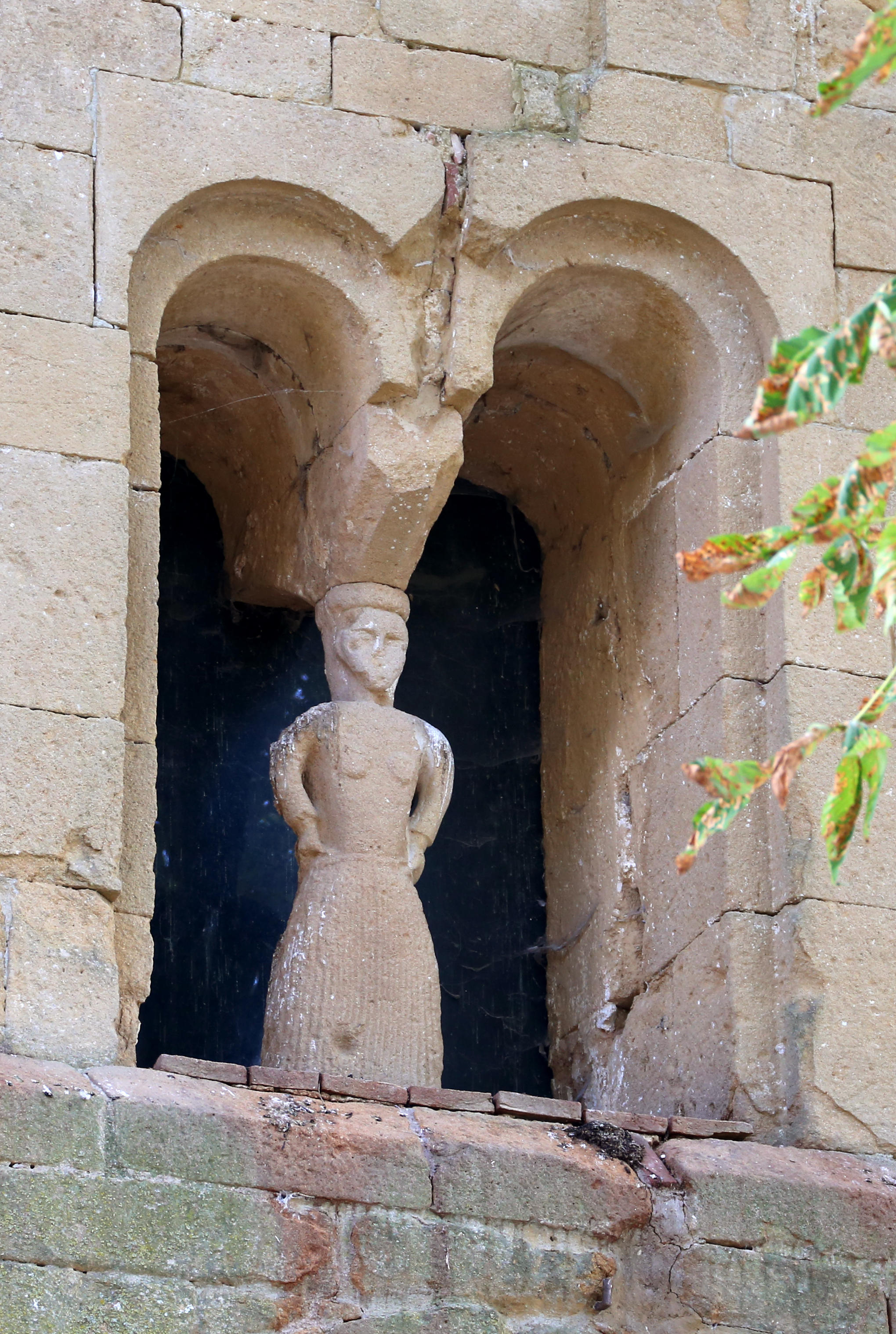
Bifora con cariatide in facciata
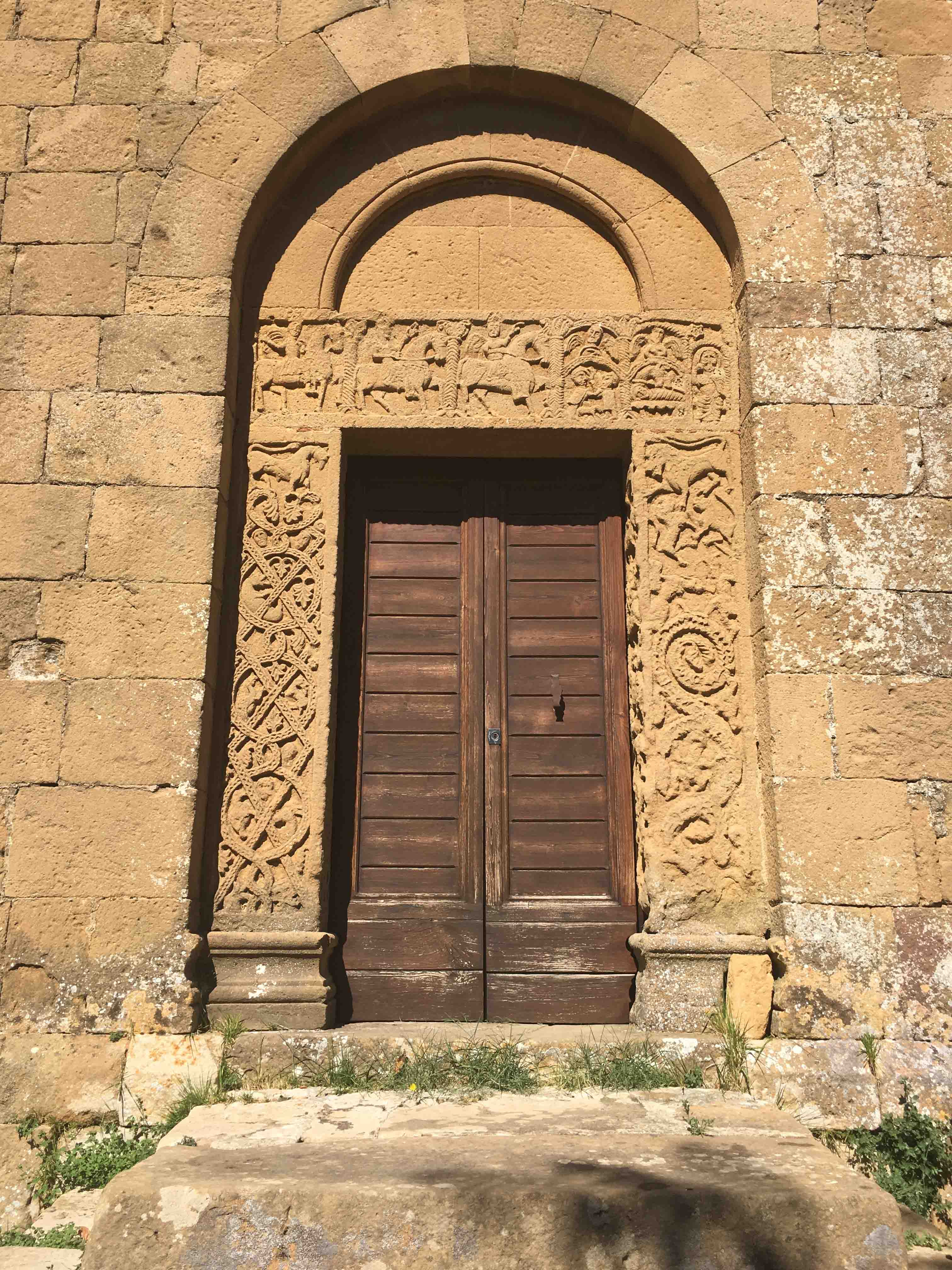
Portale laterale
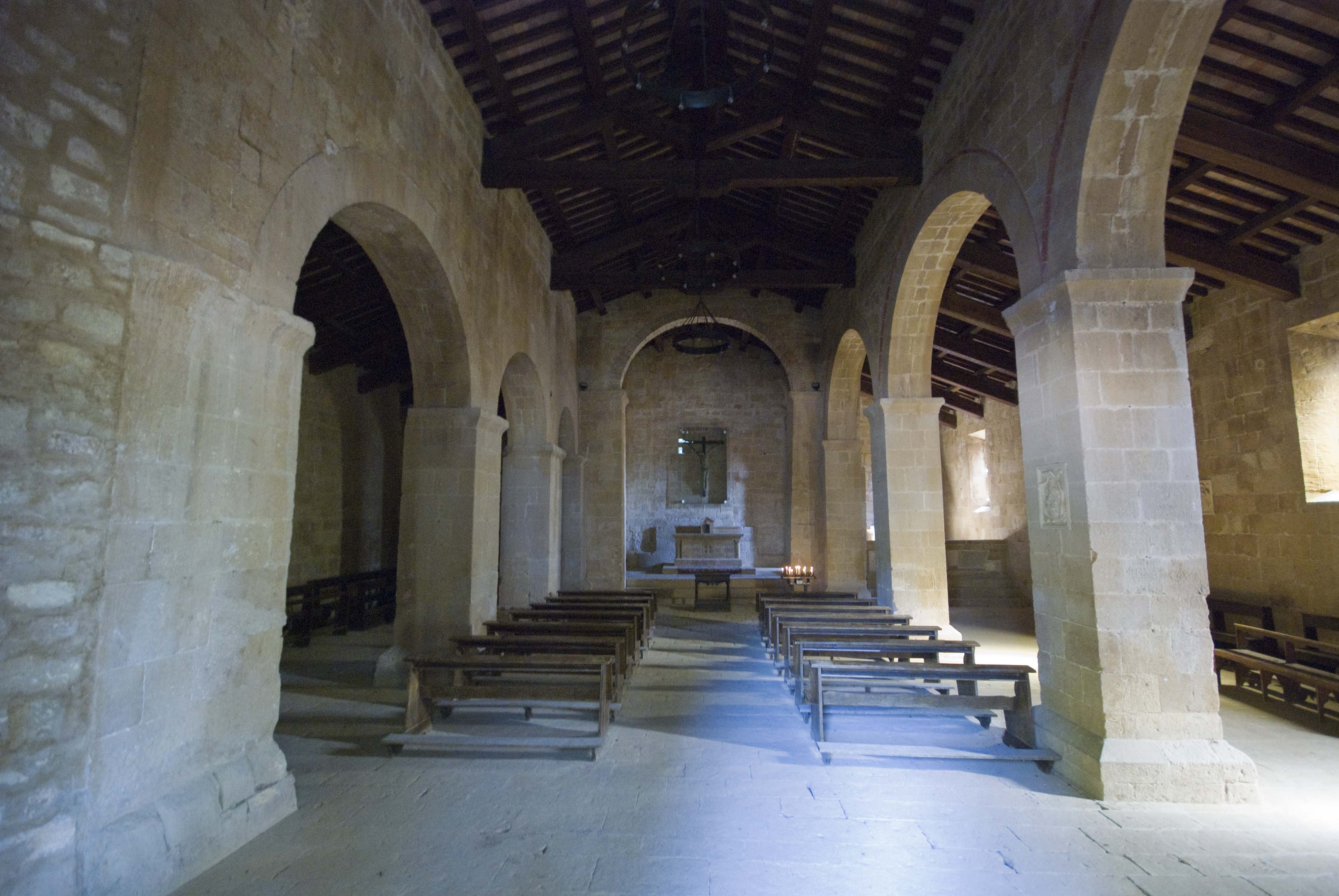
Interno
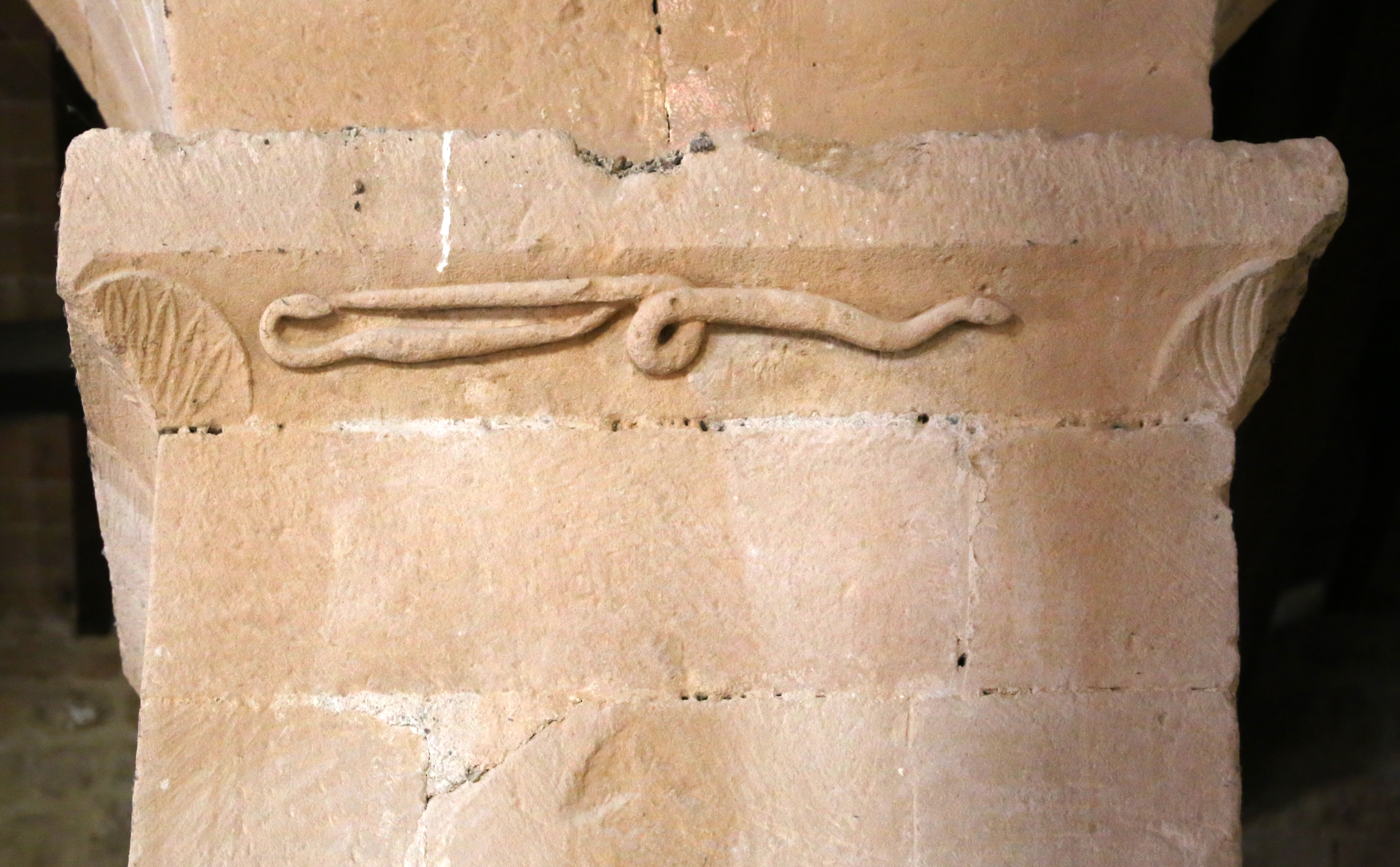
Dettaglio di un capitello
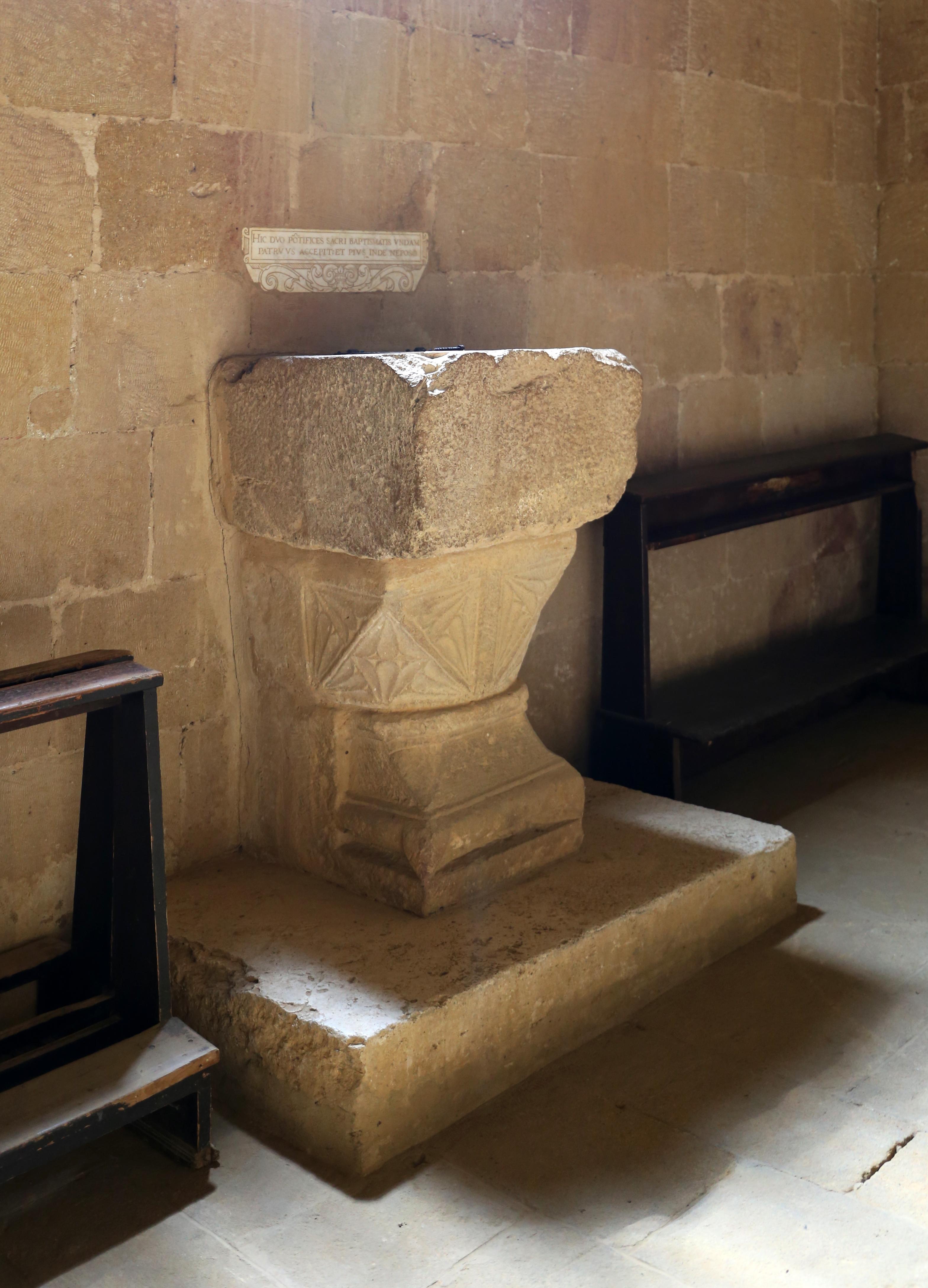
Fonte battesimale
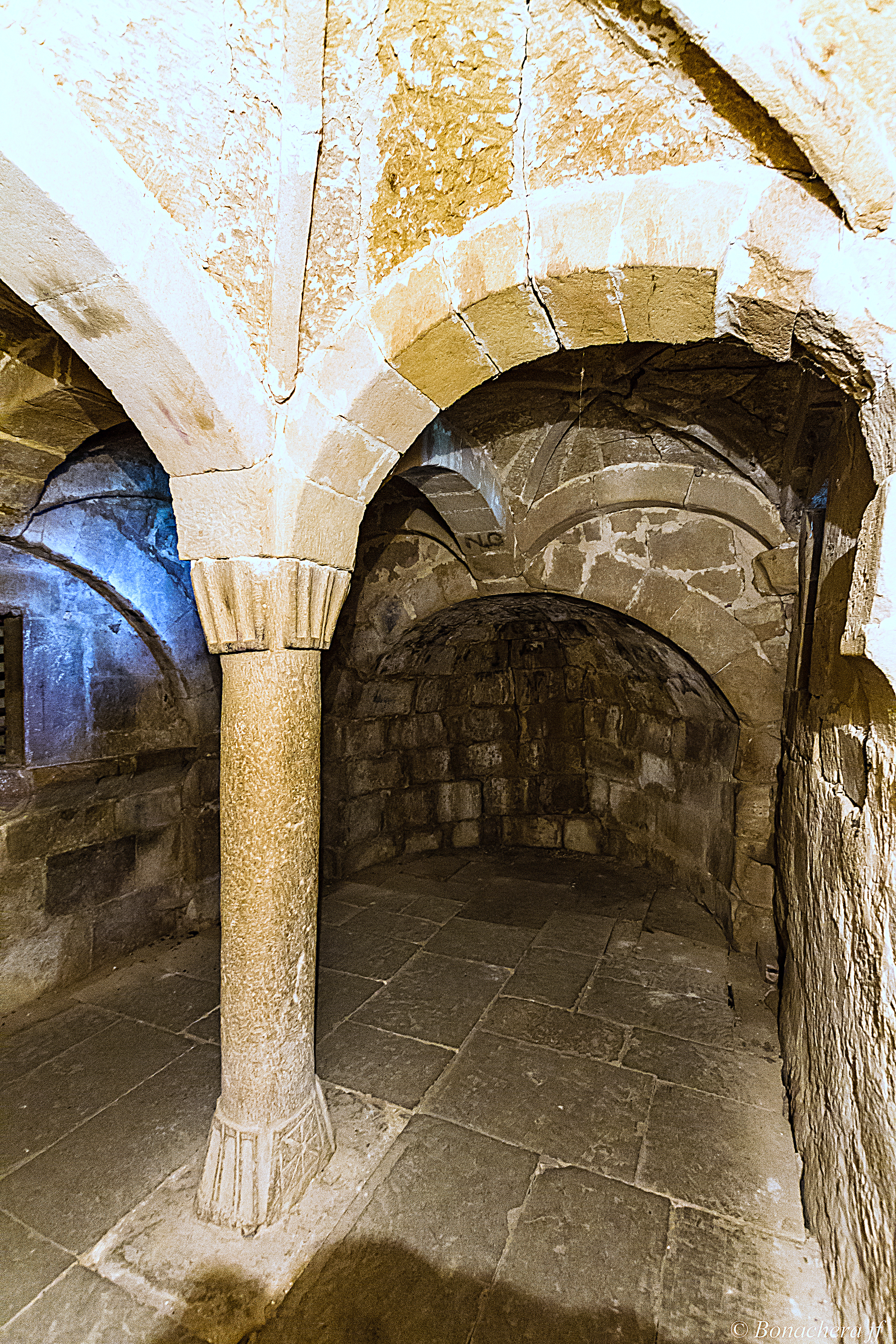
Cripta